# 長野県小諸商業高等学校
長野県小諸商業高等学校（ながのけんこもろしょうぎょうこうとうがっこう）は、長野県小諸市田町3丁目にある公立高等学校。略称は、「小商」（こしょう）。文化祭は「小商祭」と称し、その名称は校名に由来する。

## 沿革
- 1893年11月 - 小諸義塾が開校（小諸義塾が閉塾した後、在学者が小諸商工学校へ移り、同校の商業部が旧小諸義塾の校舎を使ったが、同校と小諸義塾の直接的なつながりは無い。敢えてルーツを求めるとすれば小諸実業補習学校が近い[1]）。
- 1900年11月 - 小諸町立小諸実業補習学校発足。
- 1906年
  - 3月 - 小諸町立小諸実業補習学校廃止。
  - 4月10日 - 長野県小諸町立乙種小諸商工学校設立。商業部及び女子技芸部を設置。
  - 6月7日 - 開校式開催。
- 1911年4月 - 北佐久郡に移管、北佐久郡小諸商工学校に改称。
- 1919年
  - 4月 - 女子技芸部を廃止、男子商業学校となる[注 1]。
  - 12月 - 長野県北佐久郡立小諸商業学校に改称。
- 1920年3月 - 甲種商業学校に昇格、長野県小諸商業学校に改称。
- 1922年4月 - 長野県に移管。
- 1938年10月5日 - 小諸商工会議所立の小諸商業夜間学校が開校。
- 1940年1月 - 小諸商業夜間学校を小諸町に移管、長野県小諸夜間商業学校に改称。
- 1942年4月 - 長野県小諸夜間商業学校を長野県に移管し、長野県小諸商業学校第二本科に改称。
- 1948年4月 - 学制改革により、長野県小諸実業高等学校となる。全日制及び定時制の商業課程、機械工作課程を設置。
- 1954年3月 - 全日制機械工作課程を廃止。
- 1955年
  - 3月 - 定時制機械工作課程を廃止。
  - 4月 - 長野県小諸商業高等学校に改称。
- 1999年4月 - 会計システム科を設置。

## 校訓
- 高潔なる品性を養い 協調親和を旨とせよ
- 心身の鍛錬に努め 修学に専念せよ
- 職能に練達し 有為なる人材となれ

## 教育目標
- 教育諸活動を通して、個人の尊厳と協調の精神を体得させ、 民主的な国家社会の形成者たる資質を培うとともに、専門教育により、広く国民経済における商業諸活動の担い手としての有為な人材を育成する。

## 出身者
- 山口又宏 - 駐レバノン特命全権大使、元ジッダ総領事
- 韮沢忠雄 - ジャーナリスト、元しんぶん赤旗編集局長
- 若林克彦 - ハードロック工業社長（入学後、転校）[要出典]
- 長谷川英憲 - 元東京都議、左翼活動家
- 小山恒三 - プロ野球（国鉄）
- 堀込基明 - プロ野球（南海）
- 渡辺静 - プロ野球（朝日軍）
- 柳沢敏幸 - 社会人野球選手、当校野球部元監督
- 小林すすむ - 俳優
- 坂口仁美 - 柔道家、2014年世界ジュニア44kg級チャンピオン
- 菊池悠希 - 女子ショートトラック選手、2018年平昌オリンピックショートトラック女子日本代表

## 校章
- 桜の文様に商の文字

## 校歌・応援歌
- 作詞：児玉花外、作曲：岡野貞一

## 最寄駅
- しなの鉄道しなの鉄道線、JR東日本小海線：小諸駅